# Robin and the Hoods
Robin and the Hoods is een Britse film uit 2024, geregisseerd door Phil Hawkins.

## Verhaal
Een vastgoedontwikkelaar bedreigt een magisch koninkrijk van de 11-jarige Robin en haar trouwe vriendengroep The Hoods.

## Rolverdeling
| Acteur                 | Personage       |
| ---------------------- | --------------- |
| Naomie Harris          | Clipboard       |
| Gwendoline Christie    | Aura            |
| Darcey Ewart           | Robin           |
| Mark Williams          | De burgemeester |
| Bruno Edgington-Gibson | Glen            |
| Gloria Ishikawa        | Amaya           |
| Dexter Sol Ansell      | Little Dan      |
| Eddison Burch          | Henry           |
| Tom Goodman-Hill       | Nick            |

## Productie
Het script van Stuart Benson en Paul Davidson werd ontwikkeld in samenwerking met Karol Griffiths en werd in 2021 overgenomen door Silver Reel. De film is geproduceerd voor Sky door Claudia Bluemhuber van Silver Reel en Matt Williams van Future Artists Entertainment.
De opnames vonden plaats in Engeland in de zomer van 2023. De filmlocaties zijn onder andere Carr Mill Dam, Merseyside.

## Release
De film ging in première op 26 juli 2024 op de Britse filmbetaaldienst Sky Cinema.

## Prijzen en nominaties
De belangrijkste:
| Jaar | Prijs   | Categorie       | Genomineerde(n)                                  | Uitslag     |
| ---- | ------- | --------------- | ------------------------------------------------ | ----------- |
| 2024 | Cinekid | Beste speelfilm | Phil Hawkins, Claudia Bluemhuber & Matt Williams | Genomineerd |